# خط طول 125° شرق
خط طول 125° شرق هو أحد خطوط الطول الجغرافية، والتي تمتد من القطب الشمالي الجغرافي إلى القطب الجنوبي الجغرافي، وحسب التحويل الزمني يتقدم خط طول 125° شرق عن خط غرينتش بـ8 ساعات و20 دقيقة.

## من القطب إلى القطب
ينطلق خط طول 125° شرق من القطب الشمالي نحو القطب الجنوبي مرورا بالمناطق التي ترد في الجدول التالي:
| الإحداثيات                           | البلد أو الإقليم أو البحر | ملاحظات |
| ------------------------------------ | ------------------------- | --- |
| 90°0′N 125°0′E / 90.000°N 125.000°E  | المحيط المتجمد الشمالي    | |
| 77°48′N 125°0′E / 77.800°N 125.000°E | بحر لابتيف                | |
| 73°40′N 125°0′E / 73.667°N 125.000°E | روسيا                     | ياقوتيا — جزر the نهر لينا و the mainland أوبلاست أمور — من 55°52′N 125°0′E / 55.867°N 125.000°E |
| 53°12′N 125°0′E / 53.200°N 125.000°E | جمهورية الصين الشعبية     | هيلونغجيانغ منغوليا الداخلية — من 51°32′N 125°0′E / 51.533°N 125.000°E Heilongjiang — من 49°11′N 125°0′E / 49.183°N 125.000°E جيلين — من 45°29′N 125°0′E / 45.483°N 125.000°E لياونينغ — من 42°35′N 125°0′E / 42.583°N 125.000°E |
| 40°28′N 125°0′E / 40.467°N 125.000°E | كوريا الشمالية            | |
| 39°38′N 125°0′E / 39.633°N 125.000°E | البحر الأصفر              | الخليج الكوري |
| 38°39′N 125°0′E / 38.650°N 125.000°E | كوريا الشمالية            | جزيرة Sok-do و the mainland |
| 38°4′N 125°0′E / 38.067°N 125.000°E  | البحر الأصفر              | |
| 37°57′N 125°0′E / 37.950°N 125.000°E | كوريا الشمالية            | |
| 37°55′N 125°0′E / 37.917°N 125.000°E | البحر الأصفر              | |
| 37°49′N 125°0′E / 37.817°N 125.000°E | كوريا الشمالية            | جزيرة Kirin-do |
| 37°47′N 125°0′E / 37.783°N 125.000°E | البحر الأصفر              | مرورا بغرب the جزيرة Gageodo, كوريا الجنوبية (في 34°4′N 125°5′E / 34.067°N 125.083°E) |
| 33°17′N 125°0′E / 33.283°N 125.000°E | بحر الصين الشرقي          | مرورا بغرب the جزيرة Shimojishima, اليابان (في 24°49′N 125°8′E / 24.817°N 125.133°E) · مرورا بشرق the جزيرة Taramajima, اليابان (في 24°39′N 124°43′E / 24.650°N 124.717°E)                                                       |
| 24°40′N 125°0′E / 24.667°N 125.000°E | المحيط الهادئ             | بحر الفلبين |
| 12°40′N 125°0′E / 12.667°N 125.000°E | الفلبين                   | جزر سامار وليتي |
| 10°23′N 125°0′E / 10.383°N 125.000°E | Sogod Bay                 | |
| 10°10′N 125°0′E / 10.167°N 125.000°E | الفلبين                   | جزيرة ليتي |
| 10°2′N 125°0′E / 10.033°N 125.000°E  | بحر بوهول                 | |
| 8°56′N 125°0′E / 8.933°N 125.000°E   | الفلبين                   | جزيرة مينداناو |
| 5°52′N 125°0′E / 5.867°N 125.000°E   | بحر سيليبس                | |
| 1°45′N 125°0′E / 1.750°N 125.000°E   | إندونيسيا                 | جزيرة سولاوسي |
| 1°7′N 125°0′E / 1.117°N 125.000°E    | بحر مالوكا                | |
| 1°44′S 125°0′E / 1.733°S 125.000°E   | إندونيسيا                 | جزيرة جزيرة تاليابو |
| 1°57′S 125°0′E / 1.950°S 125.000°E   | بحر باندا                 | |
| 8°10′S 125°0′E / 8.167°S 125.000°E   | إندونيسيا                 | جزيرة Alor |
| 8°21′S 125°0′E / 8.350°S 125.000°E   | بحر سافو                  | |
| 8°54′S 125°0′E / 8.900°S 125.000°E   | تيمور الشرقية             | جزيرة تيمور (جزيرة) |
| 9°2′S 125°0′E / 9.033°S 125.000°E    | إندونيسيا                 | جزيرة تيمور (جزيرة) |
| 9°12′S 125°0′E / 9.200°S 125.000°E   | تيمور الشرقية             | جزيرة تيمور (جزيرة) |
| 9°17′S 125°0′E / 9.283°S 125.000°E   | إندونيسيا                 | جزيرة تيمور (جزيرة) |
| 9°32′S 125°0′E / 9.533°S 125.000°E   | بحر تيمور                 | |
| 12°26′S 125°0′E / 12.433°S 125.000°E | المحيط الهندي             | |
| 15°6′S 125°0′E / 15.100°S 125.000°E  | أستراليا                  | أستراليا الغربية — the Maret Islands و the mainland |
| 32°46′S 125°0′E / 32.767°S 125.000°E | المحيط الهندي             | Australian authorities consider this to be part of the المحيط الجنوبي[1][2] |
| 60°0′S 125°0′E / 60.000°S 125.000°E  | المحيط الجنوبي            | |
| 66°17′S 125°0′E / 66.283°S 125.000°E | القارة القطبية الجنوبية   | الإقليم الأسترالي في القارة القطبية الجنوبية، المطالب الإقليمية بالقارة القطبية الجنوبية by أستراليا |